# Tusmore
Tusmore è un sobborgo di Adelaide, in Australia Meridionale; esso si trova 6 chilometri a nord-est del centro cittadino ed è la sede della Città di Burnside. Al censimento del 2006 contava 1.570 abitanti.